# Provincia de Avellino
La provincia de Avellino (en italiano: Provincia di Avellino) es una provincia de la región de Campania, en Italia. Su capital es la ciudad de Avellino.
Tiene un área de 2806,07 km² y una población total de 428 587 habitantes registrada en 2014. Hay 118 municipios en la provincia (fuente: ISTAT, véase este enlace).

## Descripción física
El territorio provincial carece de salida al mar, pero ofrece una gran variedad de montañas, ríos y lagos. Los montes principales son:
- Cervialto - 1809 m s. n. m.
- Terminio - 1806 m s. n. m.
- Collolongo - 1675 m s. n. m.
- Raiamagra- 1672 m s. n. m.
- Montevergine - 1480 m s. n. m.

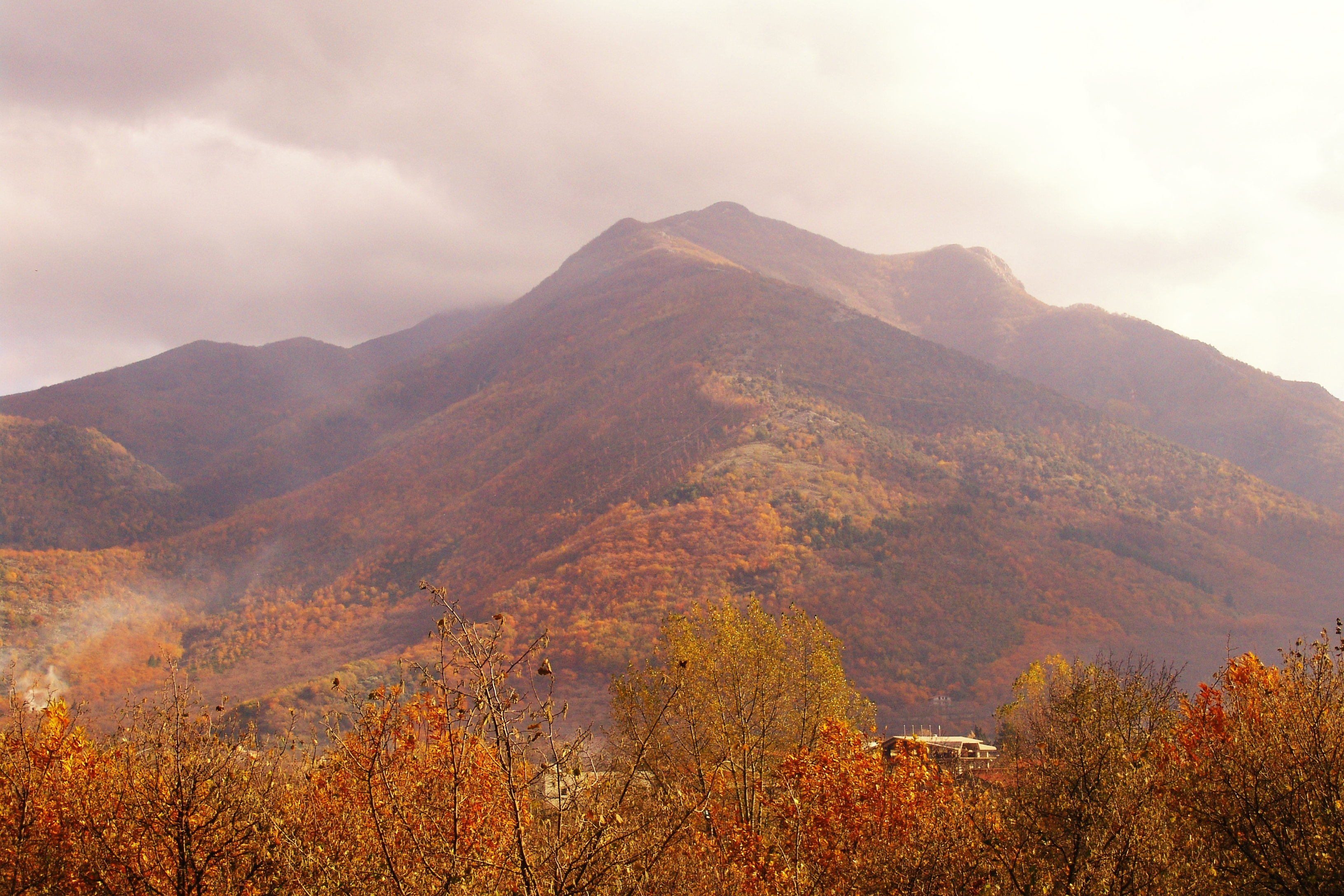
Monte Terminio

El monte Raiamagra alberga las instalaciones de esquí de la localidad Laceno, en el municipio de Bagnoli Irpino. Aquí se encuentra también el lago Laceno, un lago de origen cárstico en pasado muy amplio; a causa de brechas abiertas en el fondo lacustre en consecuencia del terremoto de Irpinia de 1980, su dimensión se redujo consistentemente y aumenta sólo durante el período invernal.
En el monte Accelica nace el río Calore Irpino, uno de los mayores de la región, que confluye con el río Volturno; es muy frecuentado para practicar excursiones y deportes acuáticos. Otros cursos de agua de relieve son el río Sabato, el Ofanto (el segundo río más largo del Mezzogiorno) y el Sele.

## Historia
El antiguo nombre de la zona era Hirpinia (que en italiano actual se transforma a "Irpinia"). Dicha palabra proviene de lengua de los antiguos oscos, hirpus, lobo, animal que incluso hoy en día se puede encontrar por la zona, aunque en número muy reducido.
Avellino fue reconocida por su guardia real durante la época romana (Abellinum) y la época medieval.
Durante el reinado de Nápoles, la provincia perteneció en su mayoría al Principado Ultra, aunque algunas zonas estaban incluidas dentro de la Capitanía o Principado Citra.

## Economía

### Agricultura

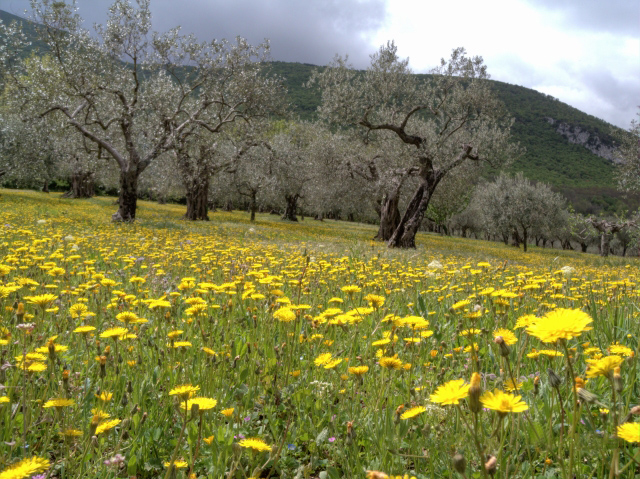
Olivares en Solopaca

La base económica de la provincia es la agricultura. Típicos de la provincia de Avellino son los siguientes productos:
- avellana: produce un tercio del total cultivado en Italia;
- castaña: es reconocida la que se cultiva en la zona de Montella;
- los vinos Aglianico, Taurasi, Greco y Fiano;
- cerezas;
- quesos, como el caciocavallo de Montella y el pecorino de Carmasciano;
- la trufa negra de Bagnoli Irpino;
- el pan de Calitri;
- pasta;
- el aceite de ravece DOP de Ariano Irpino;
- el salami de Mugnano;
- tomate;
- el turrón de Dentecane, Ospedaletto d'Alpinolo y Grottaminarda;
- el hongo porcini de Bagnoli Irpino.

### Artesanía
En la provincia se trabaja el mármol rosa de Fontanarosa, el hierro y el cobre. Productos típicos de artesanía son la cerámica de Calitri y Ariano Irpino y los tapices de Bisaccia.

### Turismo
Son destinos turísticos: las zonas arqueológicas de Avella, con el antiquarium, la necrópolis monumental y el anfiteatro, y de Aeclanum (Mirabella Eclano), ciudad samnita del siglo III a. C.; los castillos de Atripalda, Gesualdo y Lauro; el Borgo Castello en Calitri; la Cárcel Borbónica de Montefusco. Además, la provincia cuenta con varios museos, el más famoso de los cuales es el Museo Arqueológico Provincial Irpino de Avellino.
Los principales destinos religiosos son el Santuario de Montevergine en Mercogliano (más de 300 000 visitantes por año), el Santuario de San Gerardo Mayela en Caposele, el Convento de San Francesco a Folloni en Montella y la basílica de Prata.
Los Apeninos campanos presentan paisajes muy amenos. En la provincia de Avellino se practican mucho los deportes de invierno, sobre todo en las instalaciones de Laceno, en Bagnoli Irpino.

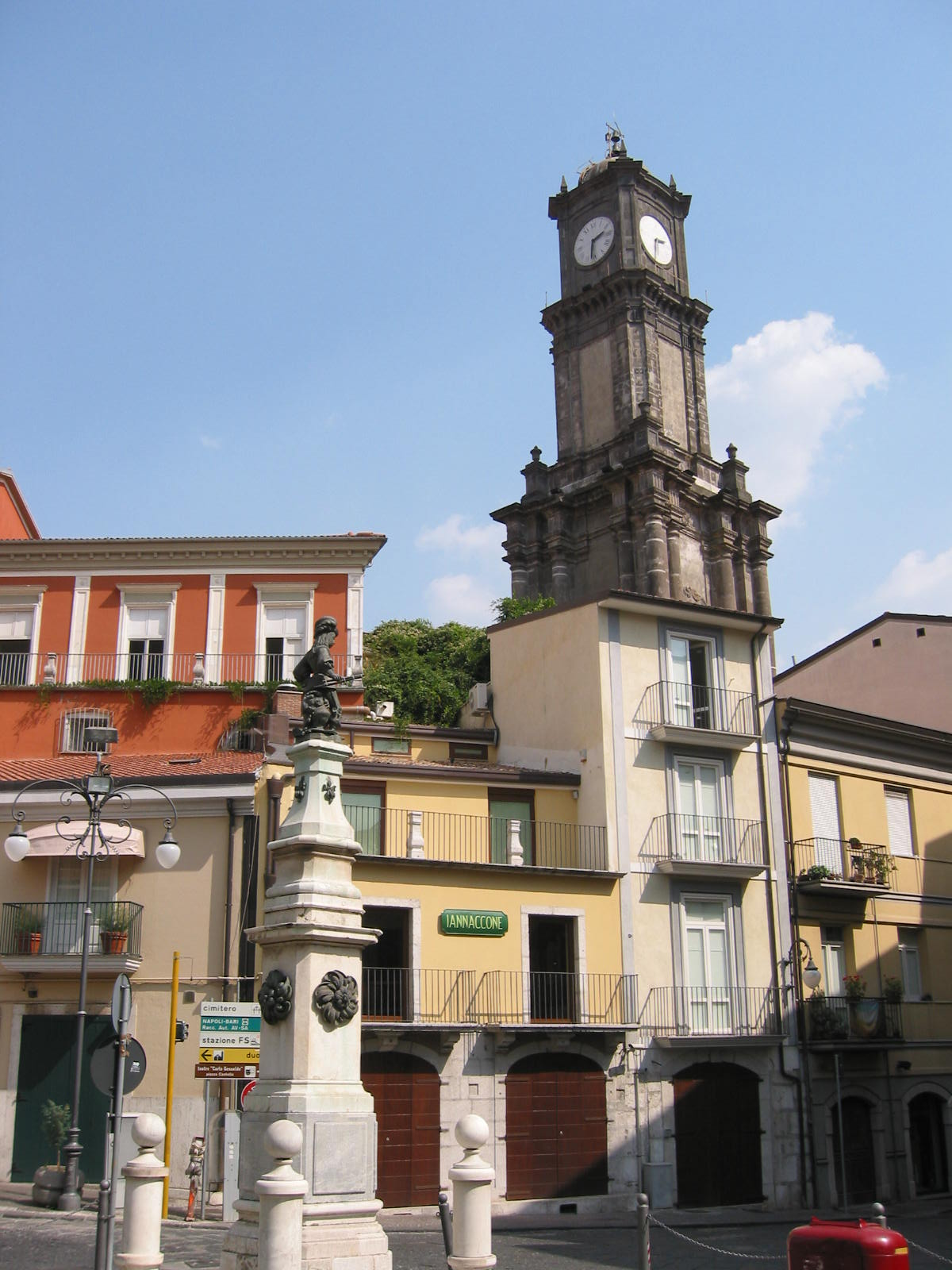
Ciudad vieja de Avellino
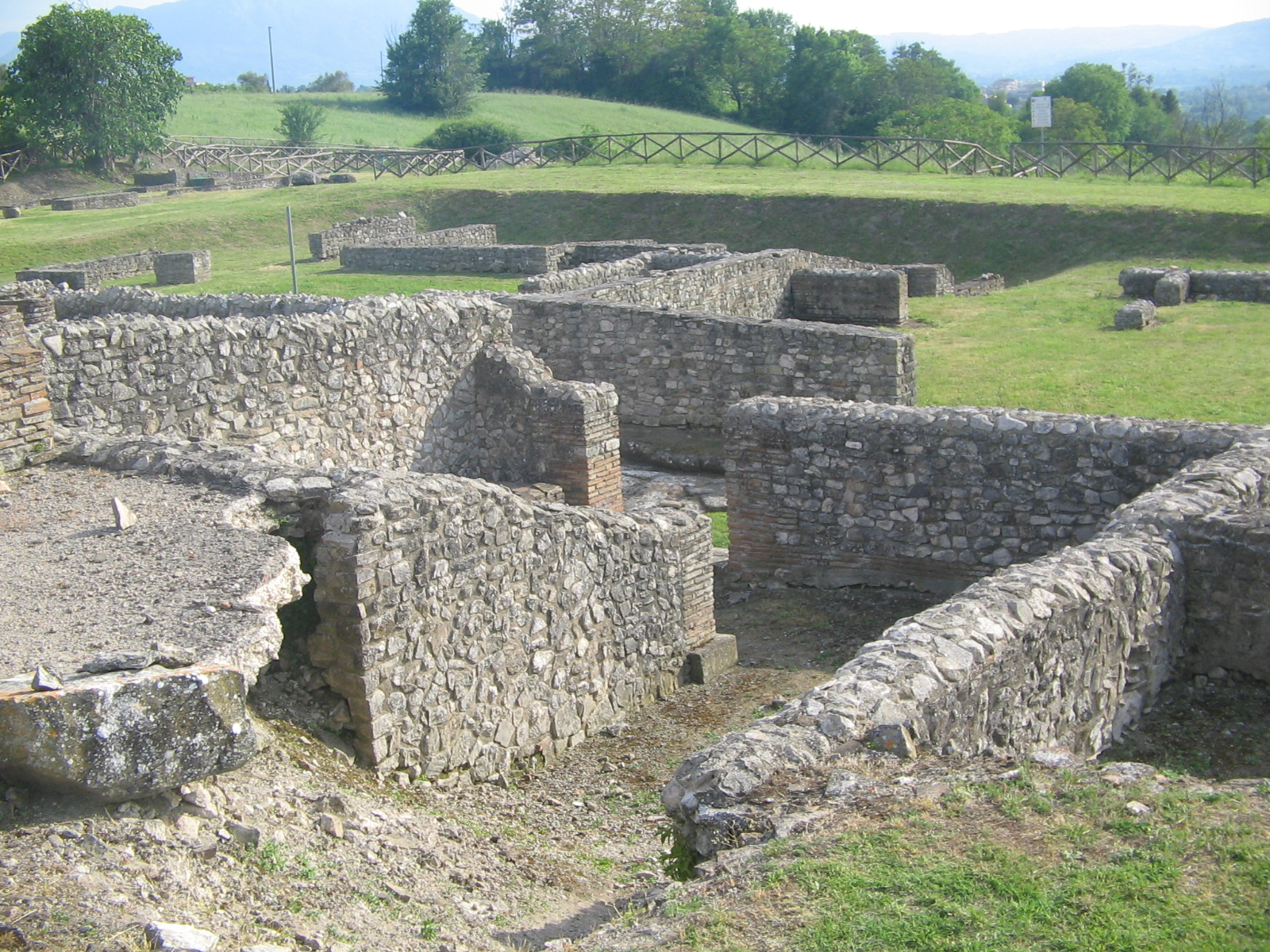
Ruinas de Aeclanum
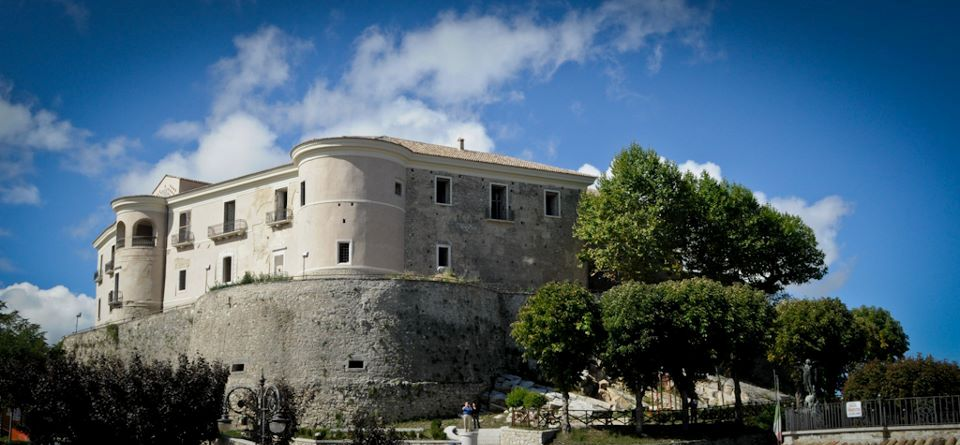
Castillo de Gesualdo
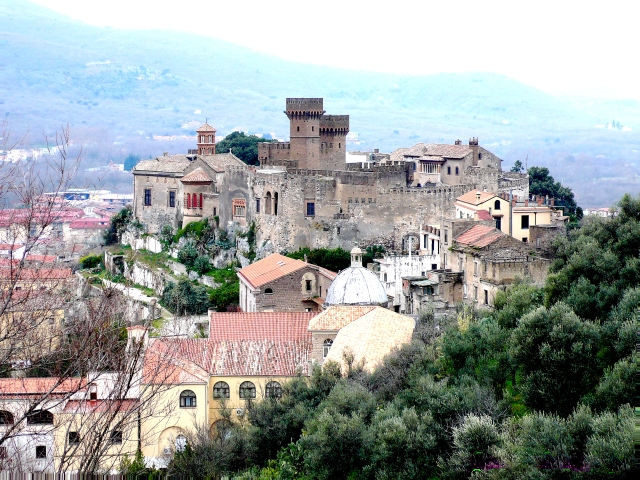
Castillo Lancellotti en Lauro
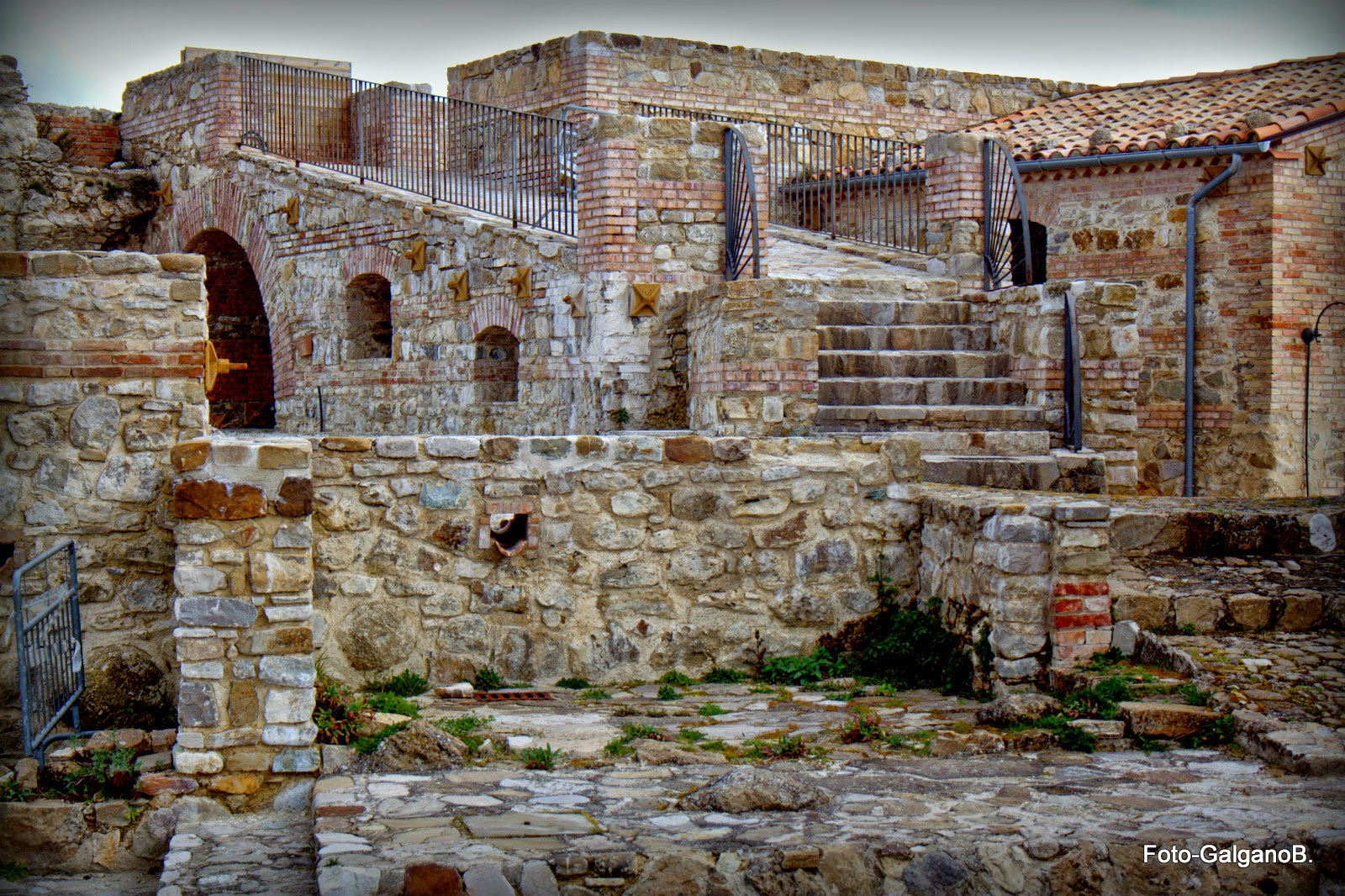
Borgo Castello de Calitri
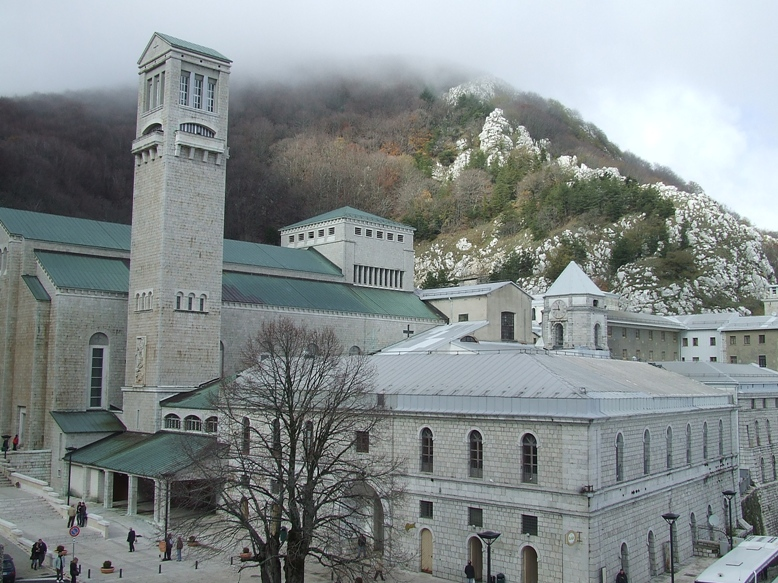
Santuario de Montevergine
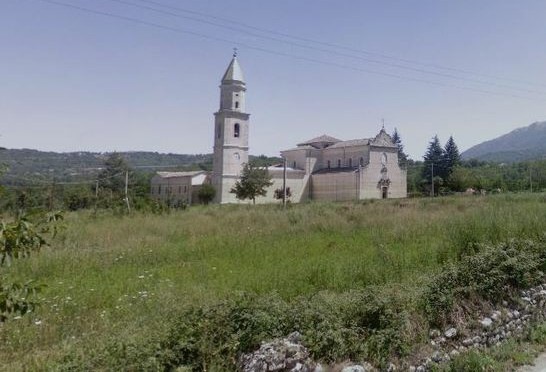
Convento de San Francesco a Folloni
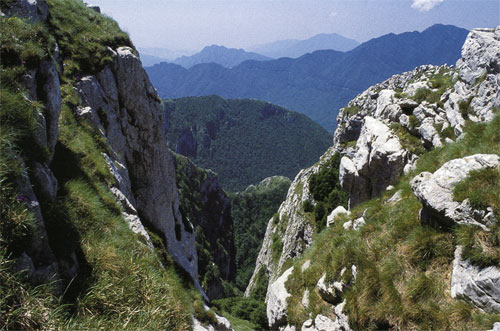
Montes Picentinos
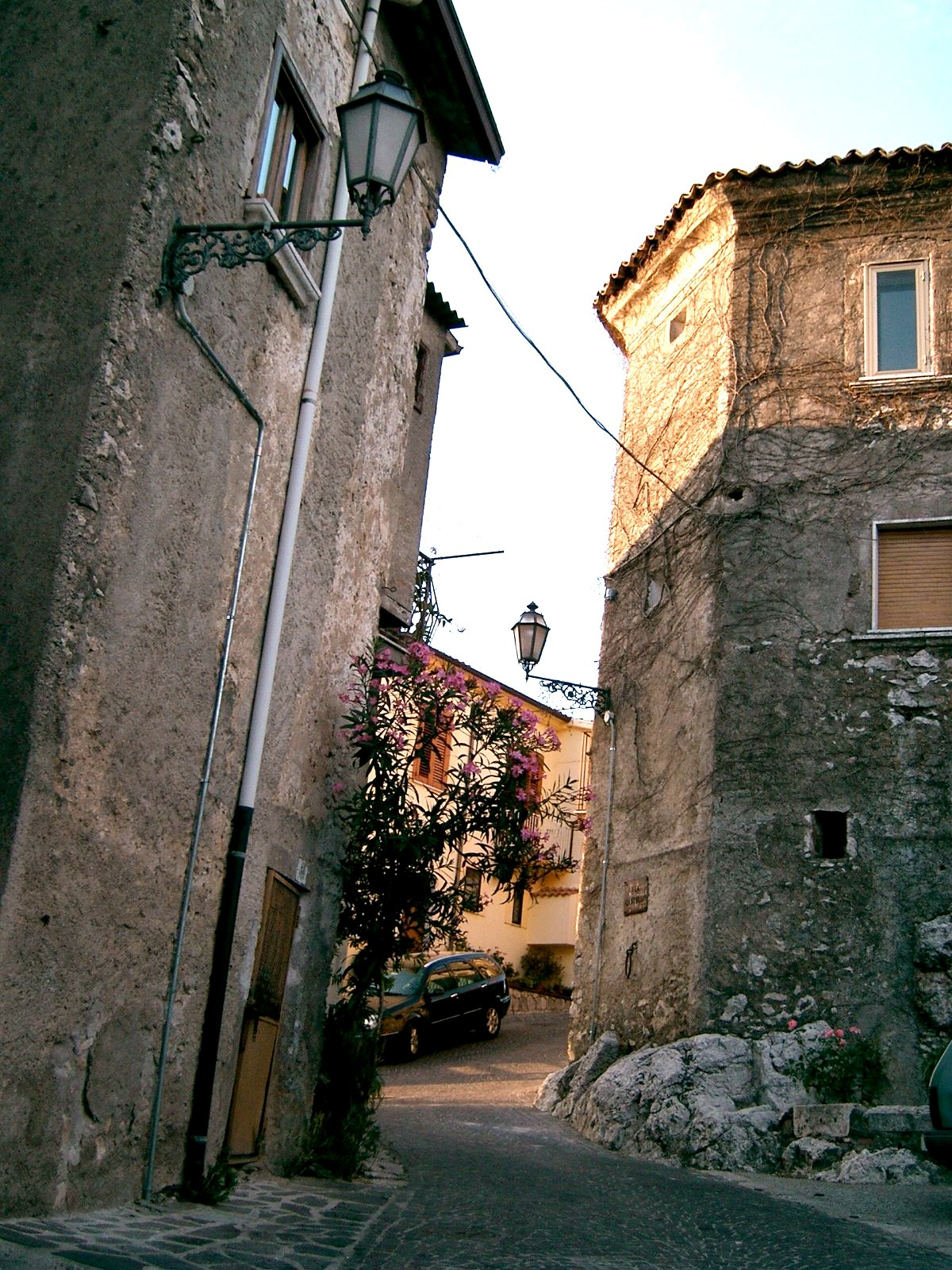
Torre quadrata de Candida
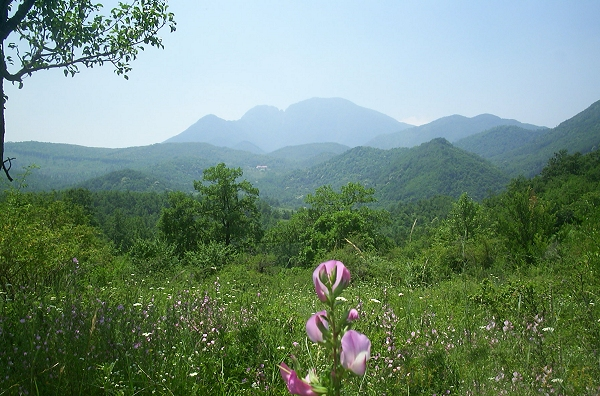
Típico paisaje irpino
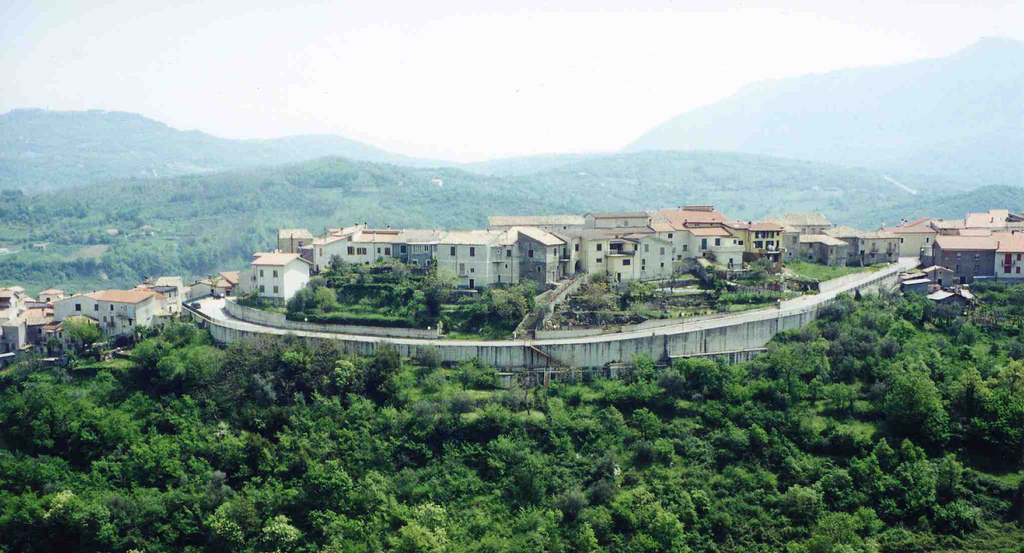
Cassano Irpino
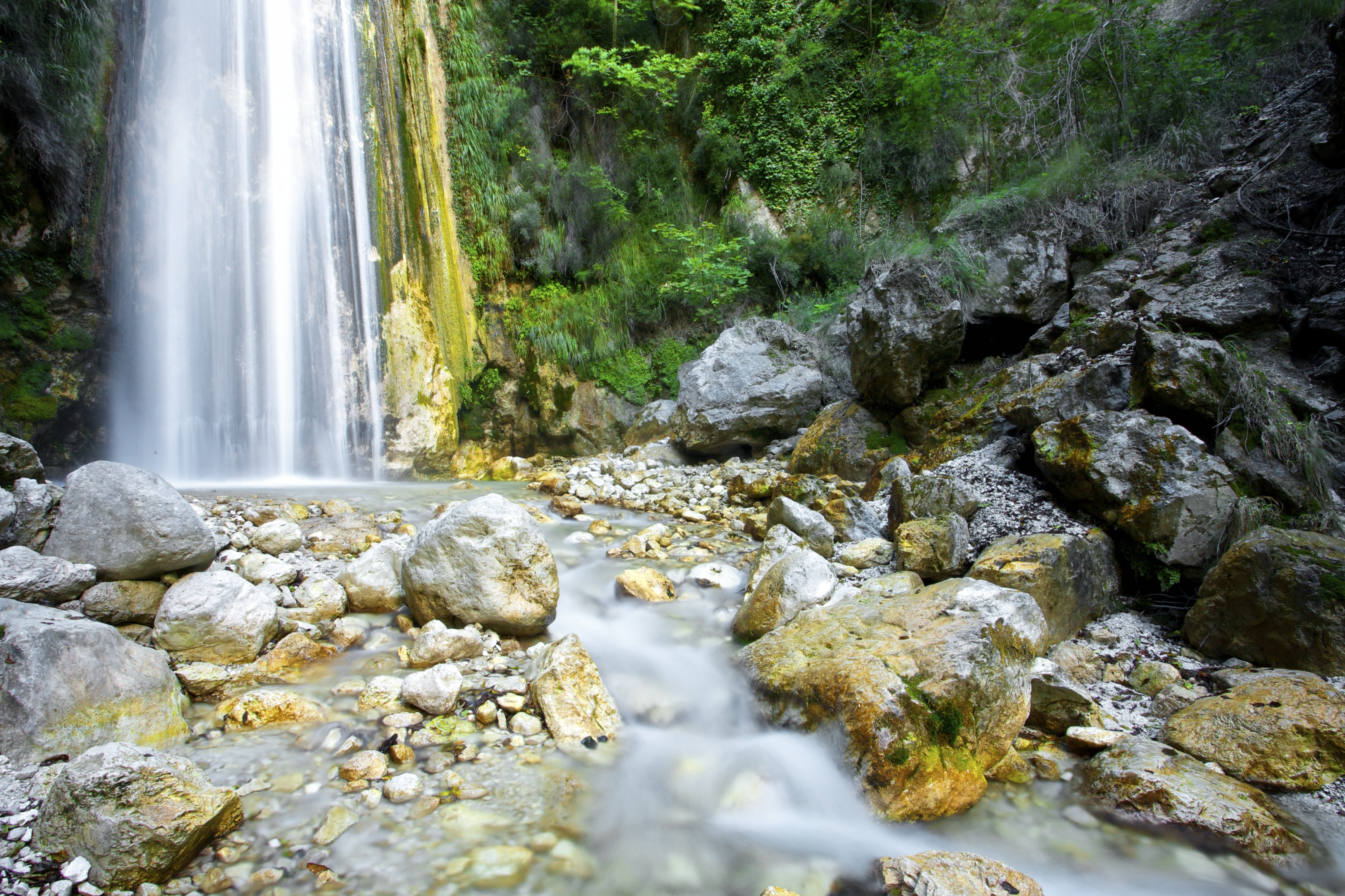
Reserva natural "Valle della Caccia"
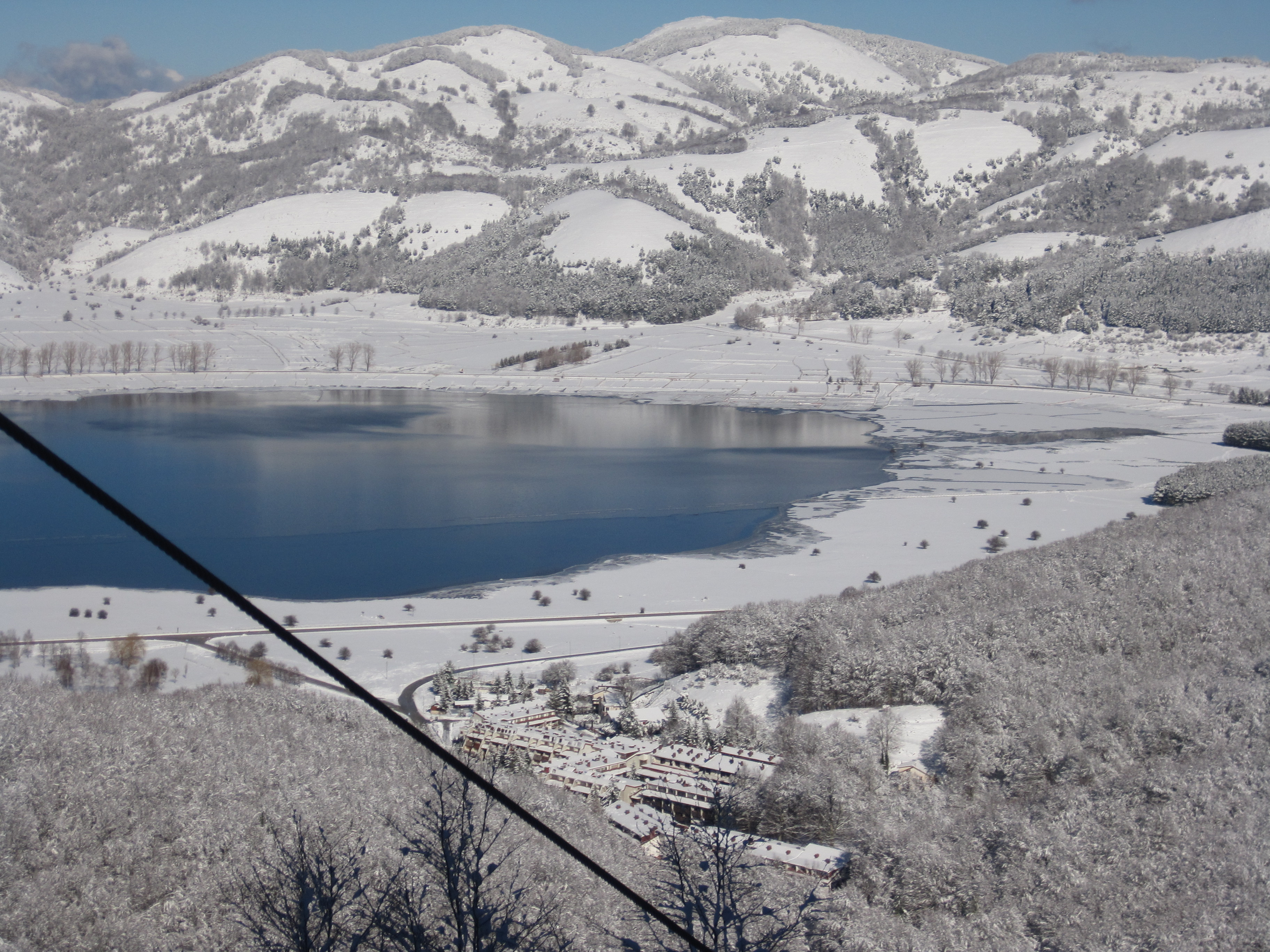
Lago Laceno
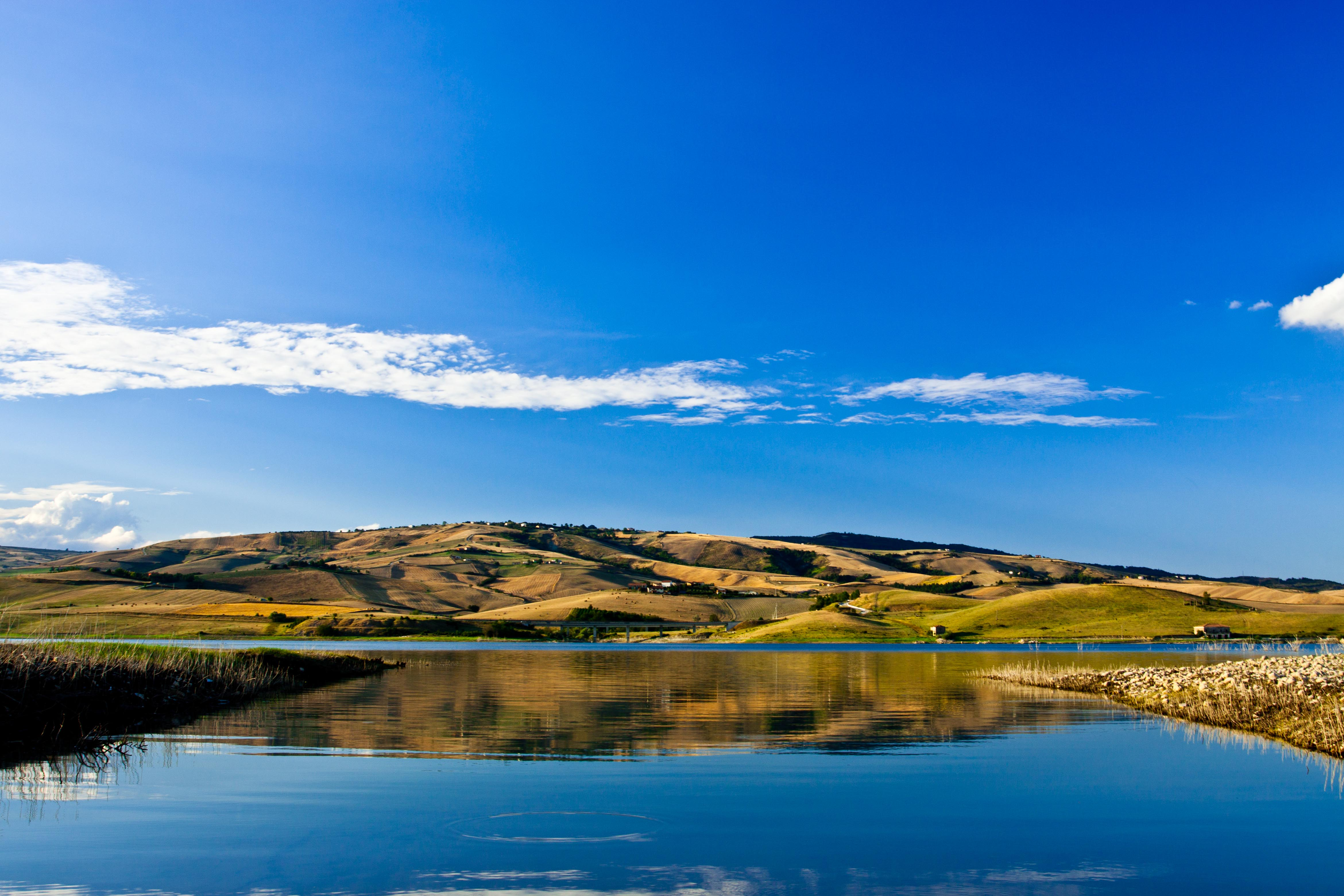
Lago de Conza
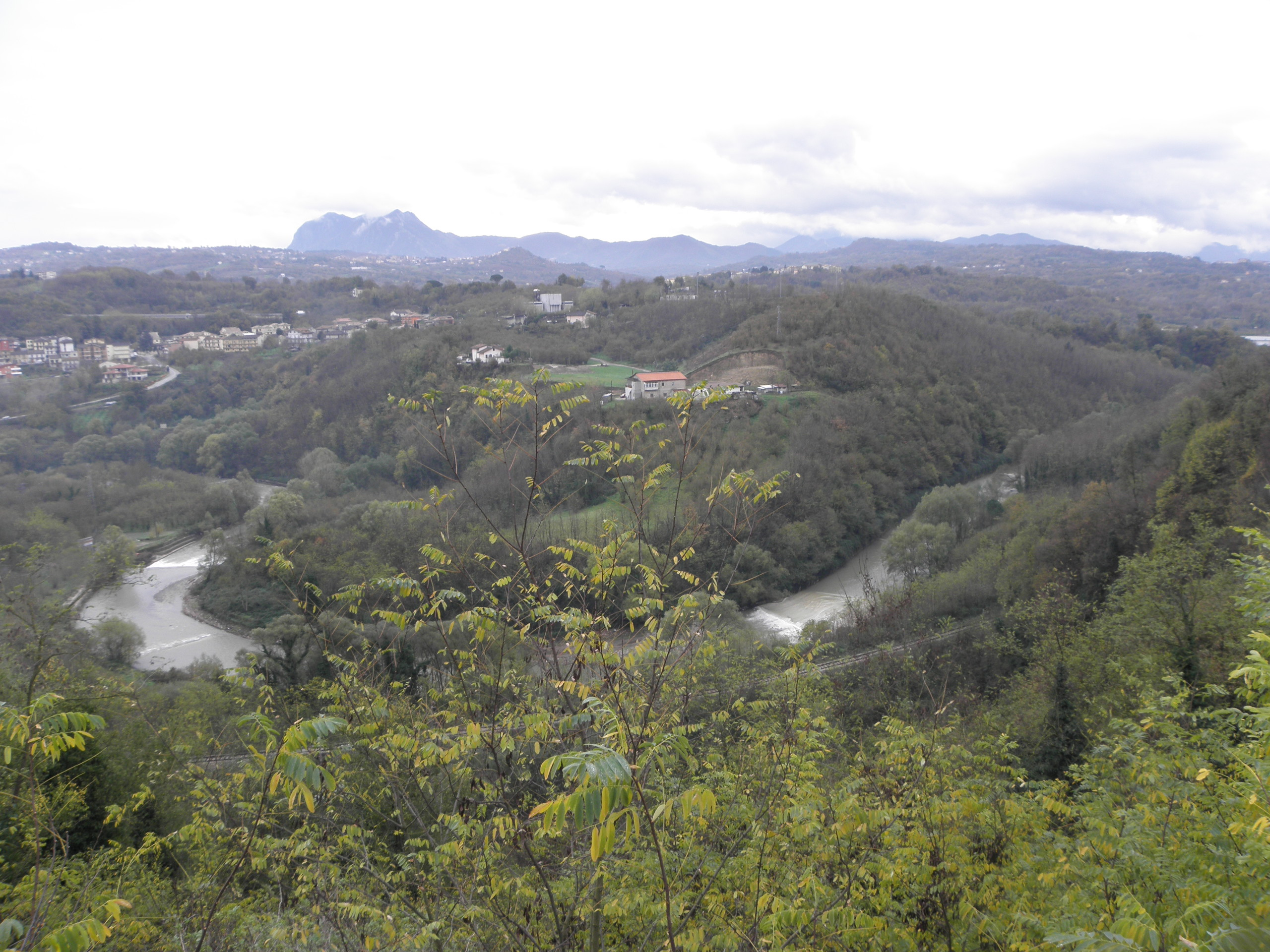
El río Sabato

## Municipios más poblados

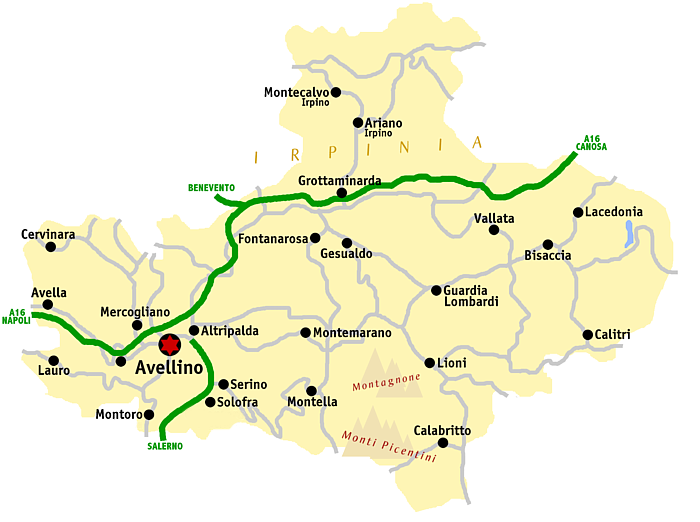
Mapa de la provincia

| Comune            | Población |
| ----------------- | --------- |
| Avellino          | 54 716    |
| Ariano Irpino     | 22 395    |
| Montoro           | 19 536    |
| Solofra           | 12 430    |
| Mercogliano       | 12 338    |
| Monteforte Irpino | 11 269    |
| Atripalda         | 10 78     |
| Cervinara         | 9830      |
| Montella          | 9467      |
| Mirabella Eclano  | 7760      |